# نيكي وباولو
نيكي فرنانديز وباولو هما شخصيتان خياليتان من المسلسل الأمريكي لوست الذي تم بثه على هيئة الإذاعة الأمريكية . قام بتأدية دور باولو الممثل البرازيلي رودريغو سانتورو كما قامت بتأدية دور نيكي الممثلة كيلي سانشيز.
نيكي فرنانديز (بالإنجليزية: Nikki Fernandez)‏ هي أحد ناجي القسم الأوسط من طائرة أوشيانيك الرحلة 815  وقدمت لأول مرة في حلقة «مزيد من التعليمات». قضت معظم وقتها معزولة عن بقية الناجين على الجزيرة، بجانب باولو. كانت تحاول استرداد الماس بقيمة 8 ملايين دولار الذي سرقته مع باولو من حبيبها هوارد إل زوكيرمان قبل تحطم الطائرة. بعد أن دفعها الطمع والغضب لإلقاء أنثى عنكبوت قنديل البحر على حبيبها باولو، تلقت هي أيضاً لدغة من ذكر العنكبوت الذي تسبب لها بالشلل لتبدو كأنها ميتة. ماتت بعد أن دفنت حية، بجانب باولو، حيث أن الناجين لم يعلموا بأن الأثنين لا زالوا أحياء.

## وصلات خارجية
- Articles about Nikki & Paulo
- Seasonal promotional photographs for Nikki & Paulo at Lost-Media